# Selena Gomez: My Mind & Me
Selena Gomez: My Mind & Me è un film documentario del 2022 diretto da Alek Keshishian, distribuito su Apple TV+ il 4 novembre 2022.

## Trama
Il documentario affronta un periodo di sei anni della carriera della cantante, in cui lotta sia con la fama, sia con i problemi fisici e psicologici che seguono la sua diagnosi di lupus, che includono un trapianto di rene, dolore fisico, ansia e depressione, così come le sue lotte con il disturbo bipolare.

## Produzione
Il documentario segue la Gomez in un percorso di sei anni a partire dal 2015 circa, dopo che Keshishian ha diretto il video musicale di Hands to Myself della cantante. Il regista ha dichiarato: "Non volevo fare qualcosa di già visto. Volevo mostrare qualcosa di più autentico e anche Selena desiderava la stessa cosa. Aveva una cruda vulnerabilità che mi aveva colpito... ma non avevo idea che il film sarebbe diventato un lavoro di sei anni, caratterizzato da così tanto amore". La cantante, invece, ha dichiarato: "Per quanto sia nervosa nel pubblicare qualcosa di così personale, nel mio cuore so che ora è il momento giusto. Spero che condividendo la mia esperienza e le mie difficoltà, aiuterò le persone a sentirsi ispirate a raccontare le proprie storie. E ad avere la speranza che le cose possano migliorare".

## Promozione e distribuzione
La Gomez ha annunciato l'uscita del documentario con una breve clip postata sul suo Instagram. Il film è stato presentato in anteprima all'AFI Fest il 2 novembre 2022, al TCL Chinese Theatre di Hollywood. Il trailer del documentario è stato pubblicato il 10 ottobre, giornata mondiale della salute mentale.
Il film è stato distribuito in alcune sale cinematografiche statunitensi e sulla piattaforma Apple TV+.

## Musica
Il giorno prima dell'uscita del documentario, è stato pubblicato il singolo My Mind & Me, interpretato e scritto dalla Gomez. Prodotto dai The Monsters and The Strangerz, il brano è presente nella parte conclusiva del docufilm e durante i titoli di coda. La pellicola include anche diversi singoli della Gomez, come Feel Me, Who Says, Me & The Rhythm, Same Old Love, Lose You To Love Me e Baila Conmigo.

## Accoglienza
La pellicola è stata accolta positivamente dalla critica. Sull'aggregatore di recensioni Rotten Tomatoes il documentario ha ottenuto un indice di gradimento del 95%, basato su 22 recensioni, mentre su Metacritic di 68 su 100, su 11 recensioni, indicando "recensione generalmente positiva".
Chris Azzopardi del The New York Times descrive il film come "un ritratto onesto della celebrità e della malattia mentale, che offre una catarsi speranzosa". David Ehrlich di IndieWire scrive: "Non è tanto un film sulla guarigione quanto un film sull'imparare a soffrire nel modo più sano possibile. E se il suo approccio diaristico e dall'interno ha lo strano effetto di tenerci a distanza... invita anche i giovani spettatori più vulnerabili ad apprezzare il fatto che anche la loro superstar preferita sta ancora lottando per essere più vicina a se stessa". Secondo Adrian Horton del Guardian: "Keshishian, come in A letto con Madonna, lavora in momenti che complicano l'immagine angelica di Gomez: essere brusca con un intervistatore troppo superficiale, rifiutarsi di ascoltare un amico, reagire male a una preoccupazione. My Mind & Me è il più forte e il più coraggioso, in momenti come questo, illustrando l'umanità di Gomez attraverso capacità universali che non vogliamo che vengano registrate".

## Riconoscimenti
- 2022 - Hollywood Music in Media Awards[20]
  - Candidatura per la migliore canzone per un documentario per My Mind & Me
  - Candidatura al miglior documentario musicale/programma speciale
- 2022 - Critics Choice Association[21]
  - Seal of Female Empowerment in Entertainment for Documentary
- 2022 - Variety Hitmakers[22]
  - Colonna sonora dell'anno per My Mind & Me
- 2023 - Hollywood Critics Association Film Awards[23]
  - Outstanding Achievement in Sound Editing – Non-Theatrical Documentary
- 2023 - iHeartRadio Music Awards[24]
  - Documentario preferito